# Borghetto d’Arroscia
Borghetto d’Arroscia (ligur nyelven Borghétto) egy olasz község Liguria régióban, Imperia megyében

## Földrajz
Borghetto d’Arroscia az Arroscia-völgyben, Imperiától 30 km-re helyezkedik el.

## Gazdaság
Legjelentősebb bevételi forrása a mezőgazdaság. Elsősorban szőlőt és olajbogyót (olívabogyót) termesztenek.

## Közlekedés
Megközelíthető az A10 autópályán, az Albenga lehajtóról. Legközelebbi vasútállomás Albenga a Genova-Ventimiglia vasútvonalon.

## Fordítás
- Ez a szócikk részben vagy egészben  a   Borghetto d’Arroscia című olasz Wikipédia-szócikk ezen változatának fordításán alapul.  Az eredeti cikk szerkesztőit annak laptörténete sorolja fel. Ez a jelzés csupán a megfogalmazás eredetét és a szerzői jogokat jelzi, nem szolgál a cikkben szereplő információk forrásmegjelöléseként.